# شوتا سايتو (لاعب كرة قدم مواليد 1996)
شوتا سايتو (باليابانية: 斎藤 翔太) (مواليد 7 ديسمبر 1996)، هو لاعب كرة قدم ياباني سابق كان يلعب كلاعب وسط.

## وصلات خارجية
- شوتا سايتو (1996) على موقع الاتحاد الدولي (مؤرشف)  (الإنجليزية)
- شوتا سايتو (1996) على موقع رابطة كرة القدم اليابانية للمحترفين (اليابانية)
- شوتا سايتو (1996) على موقع قاعدة بيانات كرة القدم.إي يو (الإنجليزية)
- شوتا سايتو (1996) على موقع Soccerway.com (الإنجليزية)
- شوتا سايتو (1996) على موقع عالم كرة القدم.نت (الإنجليزية)